# Joey Rosskopf
Joey Rosskopf (Decatur, 5 settembre 1989) è un ex ciclista su strada statunitense.
È stato professionista dal 2011 al 2024.

## Palmarès
- 2011 (Type 1, una vittoria)

3ª tappa Tour du Rwanda (Kigali > Gisenyi)
- 2013 (Hincapie Sportswear, tre vittorie)

1ª tappa Paris-Arras Tour (Margny-lès-Compiègne > Beaurains)
Classifica generale Paris-Arras Tour
4ª tappa Tour de Beauce (Saint-Benoît-Labre, cronometro)
- 2014 (Hincapie Sportswear, due vittorie)

5ª tappa Redlands Bicycle Classic
Classifica generale Redlands Bicycle Classic
- 2016 (BMC Racing Team, due vittorie)

1ª tappa Tour du Limousin (Limoges > Oradour-sur-Glane)
Classifica generale Tour du Limousin
- 2017 (BMC Racing Team, una vittoria)

Campionati statunitensi, Prova a cronometro
- 2018 (BMC Racing Team, una vittoria)

Campionati statunitensi, Prova a cronometro
- 2021 (Rally Cycling, una vittoria)

Campionati statunitensi, Prova in linea

### Altri successi
- 2014 (Hincapie Sportswear)

Classifica scalatori Tour of Utah
- 2015 (BMC Racing Team)

3ª tappa Critérium du Dauphiné (Roanne > Montagny, cronosquadre)
1ª tappa Vuelta a España (Puerto Banús > Marbella, cronosquadre)
- 2016 (BMC Racing Team)

5ª tappa Eneco Tour (Sittard-Geleen, cronosquadre)
- 2017 (BMC Racing Team)

2ª tappa Volta Ciclista a Catalunya (Banyoles, cronosquadre)
- 2020 (CCC)

Classifica scalatori Tour Down Under

## Piazzamenti

### Grandi Giri
- Giro d'Italia

2016: 85º
2017: 70º
2020: 64º
- Tour de France

2019: 73º
- Vuelta a España

2015: 124º
2018: 81º

### Classiche monumento
- Parigi-Roubaix

2024: 109º
- Liegi-Bastogne-Liegi

2015: 79º
2016: 117º
2018: 89º
2019: ritirato
- Giro di Lombardia

2018: ritirato
2019: 92º
2020: 28º

### Competizioni mondiali
- Campionati del mondo

Valkenburg 2012 - Cronosquadre: 31º
Doha 2016 - Cronosquadre: 2º
Doha 2016 - In linea Elite: ritirato
Bergen 2017 - Cronometro Elite: 41º
Bergen 2017 - In linea Elite: 124º
Innsbruck 2018 - Cronometro Elite: 15º